# 최대호기유량

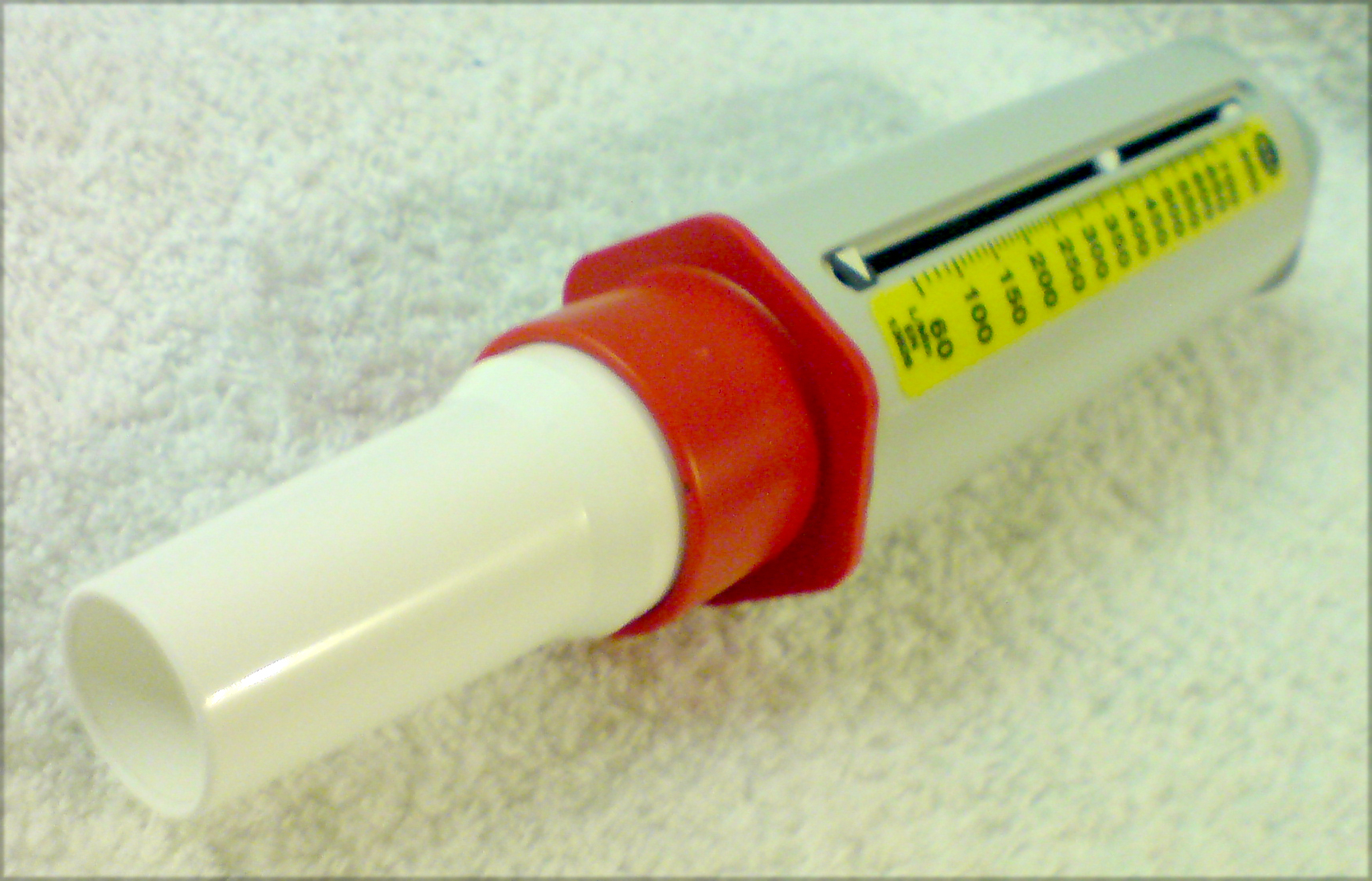

최대호기유량(Peak expiratory flow, PEF) 또는 최대날숨유량은 사람의 호흡 능력을 모니터링하는 데 사용되는 소형 휴대용 장치인 최고 유량계로 측정한 사람의 최대 호기 속도이다. 기관지를 통과하는 공기 흐름을 측정하여 기도가 막힌 정도를 측정한다. 최대 호기 유량은 일반적으로 분당 리터(L/min) 단위로 측정된다.

## 역사
최대호기유량 측정은 폐 기능 지수를 측정하기 위해 특별히 설계된 최초의 측정기를 제작한 마틴 라이트(Martin Wright)에 의해 개척되었다. 1950년대 후반에 기기의 원래 디자인이 소개되고 이후 더 휴대성이 좋고 저렴한 버전("미니라이트"(Mini-Wright) 피크 유량계)이 개발된 이후로 다른 디자인과 복사본이 전 세계적으로 출시되었다.

## 같이 보기
- 천식
- 만성 폐쇄성 폐질환
- 기계환기
- 살부타몰